# Savanna (Illinois)
Savanna es una ciudad ubicada en el condado de Carroll en el estado estadounidense de Illinois. En el Censo de 2010 tenía una población de 3062 habitantes y una densidad poblacional de 435,77 personas por km².

## Geografía
Savanna se encuentra ubicada en las coordenadas 42°5′39″N 90°8′25″O / 42.09417, -90.14028. Según la Oficina del Censo de los Estados Unidos, Savanna tiene una superficie total de 7.03 km², de la cual 6.78 km² corresponden a tierra firme y (3.46%) 0.24 km² es agua.

## Demografía
Según el censo de 2010, había 3062 personas residiendo en Savanna. La densidad de población era de 435,77 hab./km². De los 3062 habitantes, Savanna estaba compuesto por el 94.19% blancos, el 1.93% eran afroamericanos, el 0.46% eran amerindios, el 0.1% eran asiáticos, el 0.03% eran isleños del Pacífico, el 1.63% eran de otras razas y el 1.67% pertenecían a dos o más razas. Del total de la población el 6.47% eran hispanos o latinos de cualquier raza.